# Serra circular

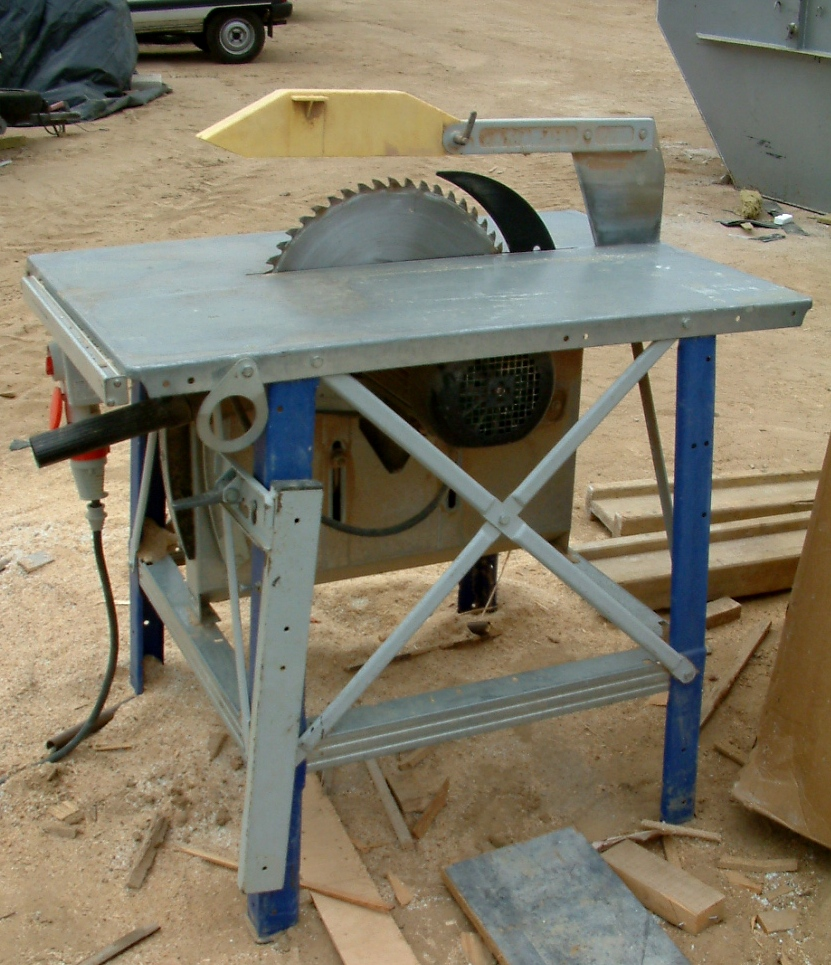
Serra circular.

La serra circular és una màquina per serrar fusta longitudinalment o transversalment. Funciona amb un motor elèctric que fa girar a gran velocitat un disc dentat. Emprant un disc adequat, pel que fa a la seva duresa i a la forma de les seves dents, també pot serrar metalls o altres materials.
Les serres circulars realitzen talls precisos, a més possibiliten el tall en angle fins a 45°. Algunes estan preparades per connectar-se a un extractor extern.

## Història
L'invent de la serra circular s'atribueix a Sarah Babbitt, que va néixer el 9 de desembre de 1779 a Hardwick (Massachusetts), EUA. L’any 1793 es va convertir en membre dels shakers, una comunitat religiosa, amb força adeptes als Estats Units i Anglaterra en aquella època, en la qual no es feien diferències entre els dos sexes. En aquest grup era coneguda amb el nom de Tabitha Babbitt.
Un dia del 1810 va veure com dos homes usaven un xerrac de dos mànecs per tallar uns troncs i es va adonar que la meitat de l’esforç es perdia, ja que en el moviment de tornada calia fer força per vèncer el fregament però el tall no avançava. Va considerar que si la serra es mogués sempre en el mateix sentit es podria aprofitar tot l’esforç, ja que es desplaçaria, sense parar, en la direcció del tall. Va pensar que donant-li forma de disc i fent-la girar aconseguiria el que volia. La idea es va provar i, finalment, el 1813, la primera serra circular es va fer servir en una serradora amb accionament hidràulic a la població d’Albany.
No va registrar aquesta invencio, perquè era la manera de procedir dels shakers. El 1816 dos homes francesos van veure un text que parlava sobre la serra circular i es van adonar que no estava patentada, així que van decidir fer-ho ells.

## Tipus de fulles de serra circular
- Amb dents rectes.
- Amb dents inclinades.

## Parts més importants
Les dues parts més rellevants de les serres circulars són el capçal i la mordassa.
- El capçal de la màquina és on hi ha el disc i una palanca que permet baixar-lo o pujar-lo.
- La mordassa ens serveix per subjectar el material.